# Matrona Nikonova

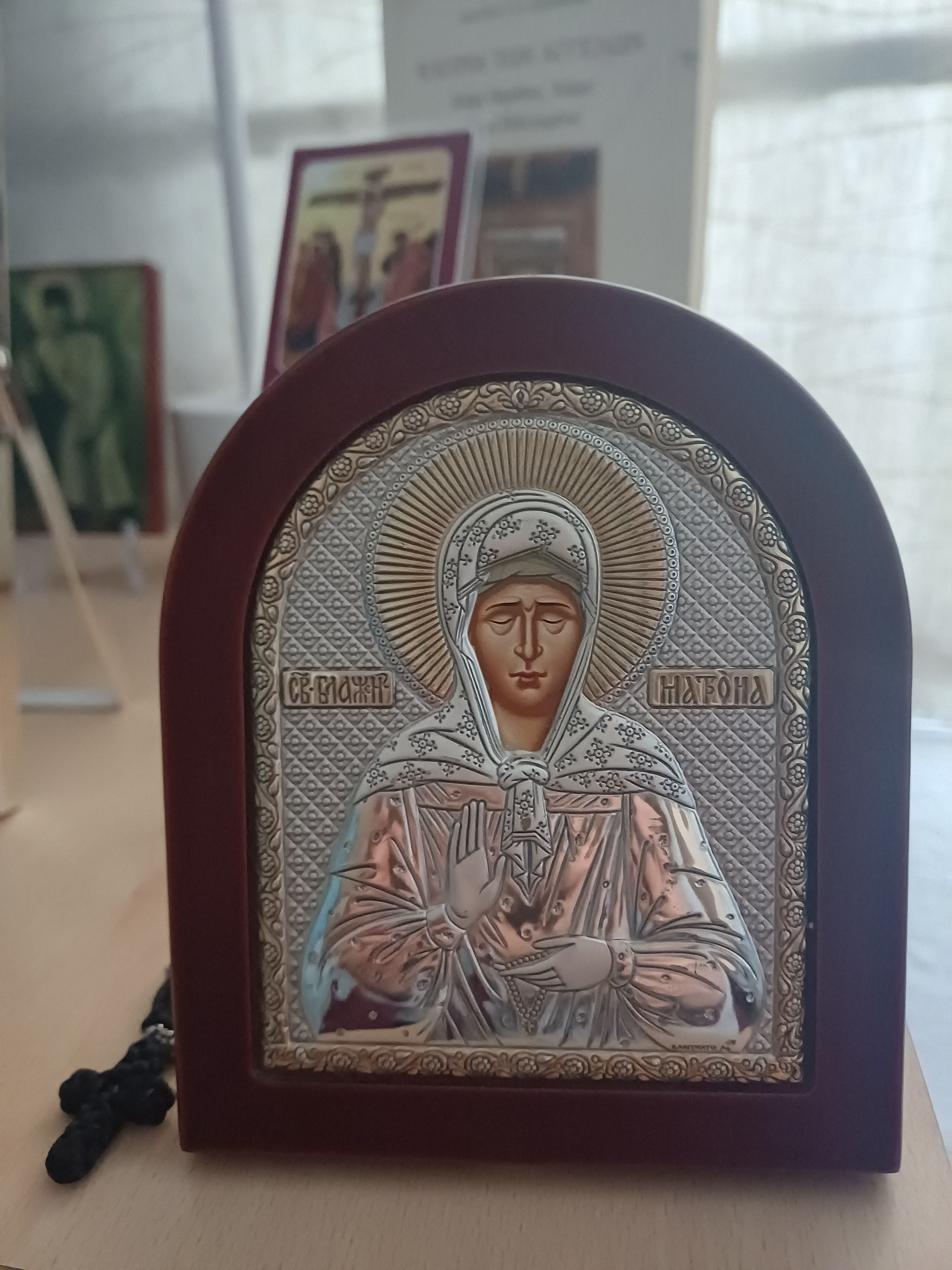
A szentet ábrázoló ikon Görögországban készült másolata.

Matrona Dmitrievna Nikonova (oroszul: Блаженная Матро́на Дими́триевна Ни́конова;  (Sebino, 1881, 1883 vagy 1885 – Skhodnya, 1952. május 2.)) az orosz ortodox egyház kanonizált szentje, akiről azt mondják, hogy kora gyermekkorától kezdve a prófécia, a lelki látás és a gyógyítás ajándékával rendelkezett. Az Ortodox Egyház világszerte szentként tiszteli.

## Élete
Matrona Dmitrij és Natalja Nyikonov gyermekeként született a Tula megyei Sebino faluban.  Ő volt a negyedik gyermek a családban. Anyagi gondokkal küszködő szülei azt tervezték, hogy születése után árvaházba adják, de anyja meggondolta magát, miután álmában egy isteni szépségű fehér madár landolt a mellére, üres szemüregekkel. Amikor Matrona megszületett, vak volt, és a szemhéjai csukva voltak az üres szemüregek felett - anyja ezt mennyei jelnek vette. A legenda szerint nyolc éves korára prófétai és gyógyító erőre tett szert.

## Forradalom
Az 1917-es orosz forradalom után ő és barátnője, Lydia Yankova hajléktalan parasztokká váltak, akik elhagyták szülőfalujukat, hogy munkát és élelmet találjanak a nagyobb városokban. 1925-re Matrona Moszkvába költözött, valószínűleg két testvérét követve, és vándorló életet kezdett, barátoknál és rokonoknál találva menedéket házakban, lakásokban és pincékben. Keresztény hite miatt nem maradhatott testvéreinél, akik mindketten kommunisták voltak.

## Későbbi élete
Abban az időben, amikor minden hívő embert a Gulagba vagy száműzetésbe küldtek, senki sem árulhatta el Matrona hollétét. Az emberek mégis reggeltől estig álltak sorban a szent menedékhelyénél tanácsért és segítségért mindennemű bajaikkal.
Az egyik történet, melyet Zinaida Zhdanova a szent életrajzírója mesélt el, elmondja, hogyan mondta Matrona Zinaida édesanyjának, a 28 éves egyszerű származású lánynak, Evdokiának, hogy egy jóképű nemesemberhez fog feleségül menni. Evdokia ezután Moszkvába költözött, és szakács lett egy gazdag nemesember házában, akinek a fia, Vlagyimir egy bizonyos Suhovának a jegyese volt. Röviddel ezután az elmondások szerint Vlagyimirnek volt egy álma, amelyben egy hang azt mondta neki, hogy vegyen feleségül egy Evdokia nevű nőt. Másnap reggel kérdezősködni kezdett, hogy van-e ilyen nevű nő a háztartásban, majd mikor találkozott a szakácsnővel kis híján elájult. Később Evdokiával együtt Permbe küldték kiképzésre, és röviddel ezután megszületett Zinaida nevű lányuk.
Egy másik beszámoló szerint egyszer egy főiskolai építész hallgatónak segített átnézni a diploma megszerzéséhez szükséges dolgozatát úgy, hogy részletesen leírta Firenze és Róma néhány építészeti remekművét, köztük a Palazzo Pittit.
A hagyomány szerint három nappal előre megjósolta saját halálát, és az utolsó napokban fáradhatatlanul fogadott mindenkit aki ellátogatott hozzá. 1952-ben bekövetkezett halála után sírja zarándokhellyé vált. Nemrégiben az orosz ortodox egyház szentté avatta. Földi maradványai ma a moszkvai Intercession kolostorban található Miasszonyunk Védőfátyla templomban van.  Danilovi sírjánál rendszerint tömött sorokban, de mégis türelemmel várakoznak az odalátogatók, ahol a szent továbbra is csodálatos módon segíti a híveket (gyakran három-négy órába telik egy rövid látogatás a sírhelyhez).

## Tisztelete
Szent Matronát az ortodox egyház május 2- án ünnepli. 
2018. február 15-én a Román Patriarchátus Szent Zsinatja úgy határozott, hogy a szentet felveszik a Román Ortodox Egyház naptárába. 
A Szerb Ortodox Egyház áldásával Moszkvai Szent Matrona tiszteletére kolostort építettek a Boszniai Szerb Köztársaságban. 

## Fordítás
Ez a szócikk részben vagy egészben  a   Matrona Nikonova című angol Wikipédia-szócikk ezen változatának fordításán alapul.  Az eredeti cikk szerkesztőit annak laptörténete sorolja fel. Ez a jelzés csupán a megfogalmazás eredetét és a szerzői jogokat jelzi, nem szolgál a cikkben szereplő információk forrásmegjelöléseként.